# عین سلطان (سوق اهراس)
عین سلطان (سوق اهراس) (به عربی: عين سلطان) یک شهرداری در الجزایر است که در استان سوق اهراس واقع شده‌است.
 عین سلطان  ۳٬۰۹۱ نفر جمعیت دارد.